# Горбатенко Петро Олександрович
Петро Олександрович Горбатенко (1993 р.н.) — військовослужбовець ЗСУ, учасник російсько-української війни, командир батальйону 3-ї окремої штурмової бригади.

## Життєпис
Народився в смт Лисянка Черкаської області. Учасник Революції гідності.
З серпня 2014 року брав участь в АТО на сході України у складі батальйону «Азов». Зокрема, у боях за Широкине, боях за Мар'їнку та біля Іловайська. За операцію у Широкине був нагороджений медаллю «Незалежність України» ІІІ ступеня.
У 2015 закінчив ННІ історії та філософії Черкаського національного університету імені Богдана Хмельницького за спеціальністю «Історія».
Після закінчення університету якийсь час працював в охоронній фірмі.
З першого дня російського вторгнення в Україну брав активну участь в обороні Києва — разом із побратимами тримали оборону в селі Мощун. Стояв біля витоків заснування окремого полку спеціального призначення «Азов» Збройних сил України, що був сформований на початку березня 2022 року. Невдовзі став командиром 1-го загону ССО «Азов». Воював на запорізькому, херсонському напрямках — брав участь у звільненні Херсона, боях за Бахмут. 
Після реформування ССО «Азов», став командиром 1-го штурмового батальйону 3-го армійського корпусу ЗСУ.

## Нагороди
- Орден Богдана Хмельницького III ступеня (4 серпня 2023) — за особисту мужність, виявлену у захисті державного суверенітету та територіальної цілісності України, самовіддане виконання військового обов'язку[6].
- Медаль «За військову службу Україні» (14 березня 2023) — за собисту мужність і самовіддані дії, виявлені у захисті державного суверенітету та територіальної цілісності України[7].